# Llista de túnels de la vegueria del Pirineu
Això és una llista de túnels de la Vegueria del Pirineu —Alt Urgell, Cerdanya, Pallars Sobirà, Pallars Jussà i Alta Ribagorça— dividit en les següents carreteres:

## N-260
A la carretera N-260 - Eix Pirinenc, des de la comarca de l'Alta Ribagorça (El Pont de Suert) cap a Puigcerdà (Cerdanya) trobem els següents túnels en aquest ordre:

### Pallars Jussà
- Túnel de Bellera,
  - Llargada: 95 metres
  - Punt quilomètric 325,5 de la N-260
  - Municipi de Sarroca de Bellera

- Túnel de La Mola,
  - Llargada: 83 metres
  - Punt quilomètric 326,5 de la N-260

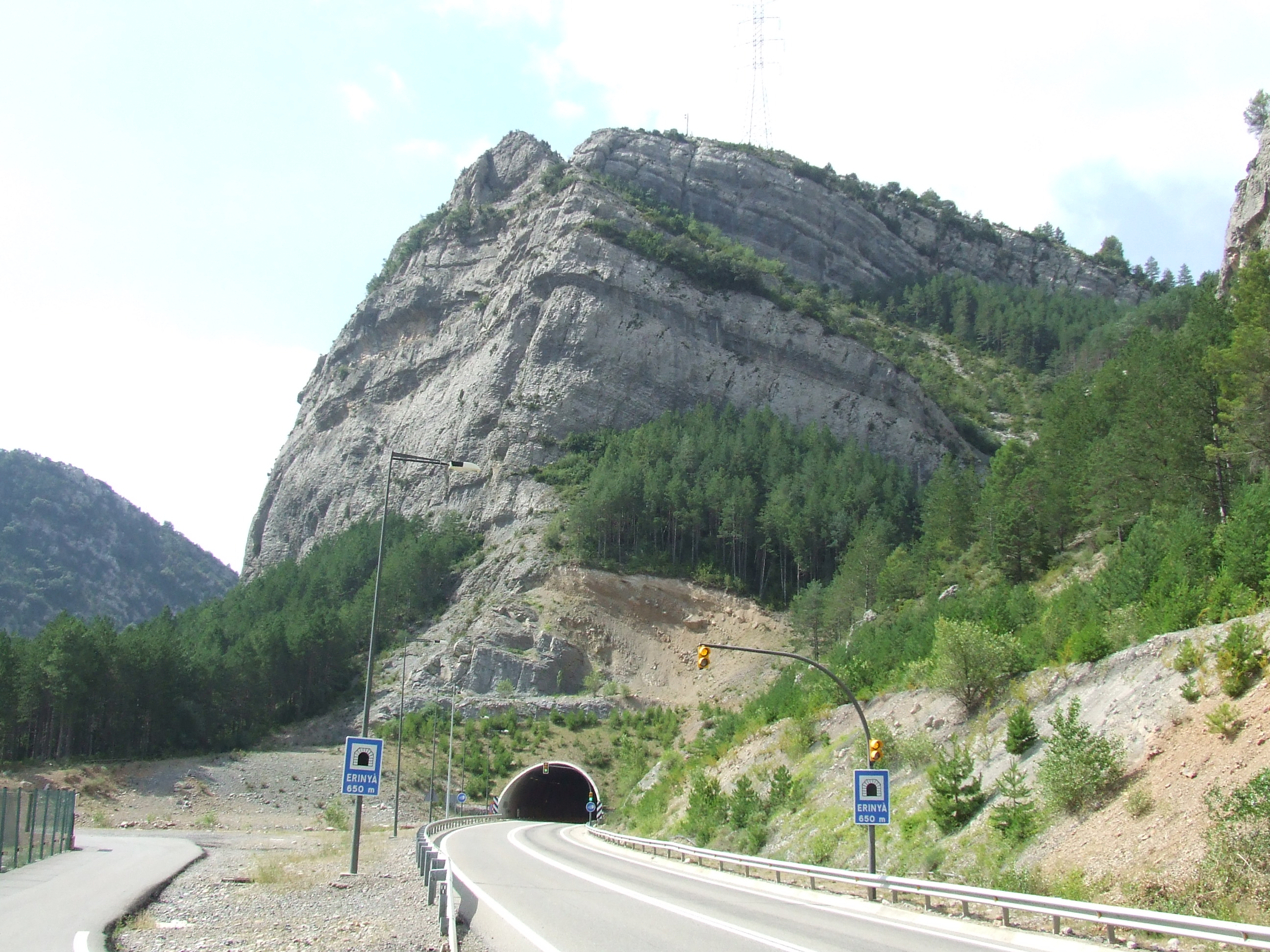
Túnel d'Erinyà, boca nord

  - Municipi de Sarroca de BelleraTúnel d'Erinyà, boca nord

- Túnel d'Erinyà,
  - Llargada: 650 metres
  - Punt quilomètric 314 de la N-260
  - Municipi d'Erinyà - Conca de Dalt

### Pallars Sobirà
- Túnel de Sant Pere de les Maleses,
  - Llargada: 1.141 metres
  - Punt quilomètric 301 de la N-260
  - Municipi de Pujol

- Túnel de l'Argenteria,
  - Llargada: 1.098 metres
  - Punt quilomètric 299 de la N-260
  - Municipi de Pujol

- Túnel de Cartanís,
  - Llargada: 400 metres
  - Punt quilomètric 296 de la N-260
  - Municipi de Pujol

- Túnel d'Arboló,
  - Llargada: 678 metres
  - Punt quilomètric 292 de la N-260
  - Municipi del Compte

- Túnel de Costoia,
  - Llargada: metres
  - Punt quilomètric 290 de la N-260
  - Municipi de Baro

### Alt Urgell
- Túnel de Torres d'Alàs,
  - Llargada: 114 metres
  - Punt quilomètric 222 de la N-260
  - Municipi d'Alàs

Túnel de Músser — separació entre Alt Urgell i Cerdanya —

### Cerdanya
- Túnel de Lles,
  - Llargada: 270 metres
  - Punt quilomètric 207 de la N-260
  - Municipi de Lles de Cerdanya
- Túnel de Sant Martí dels Castells,
  - Llargada: 63 metres
  - Punt quilomètric 222 de la N-260
  - Municipi de Sant Martí dels Castells entre Martinet i Bellver

## N-145
A la carretera N-145, a la comarca de l'Alt Urgell, de la Seu d'Urgell cap a Andorra trobem els següents túnels en aquest ordre:
Alt Urgell —Túnel del Bordar,
- Llargada: 388,16 metres
- Punt quilomètric 2 de la N-145
- Municipi d'Anserall

## C-14
A la carretera C-14 - Eix del Segre, a l'Alt Urgell trobem els següents túnels en aquest ordre en direcció nord:

### Alt Urgell
Túnel de Montant de Tost,
- Llargada: 633 metres
- Punt quilomètric 168,8
- Municipi de Ribera d'Urgellet

Túnel de Tresponts al Congost de Tresponts
- Llargada: 1.300 metres
- Punt quilomètric 163,8
- Municipi d'Organyà

Túnel d'Aubenç,
- Llargada: 333 metres
- Punt quilomètric 151,5
- Municipi de Coll de Nargó

Túnel d'Esplovins,
- Llargada: 937 metres
- Punt quilomètric 151
- Municipi de Coll de Nargó

Túnel de l'Obaga Negra,
- Llargada: 792 metres
- Punt quilomètric 149
- Municipi de Coll de Nargó - Peramola

Túnel Remolins,
- Llargada: 288 metres
- Punt quilomètric 148
- Municipi de Peramola

Túnel de Lo Coscollet,
- Llargada: 244 metres
- Punt quilomètric 146
- Municipi de Peramola

## C-16

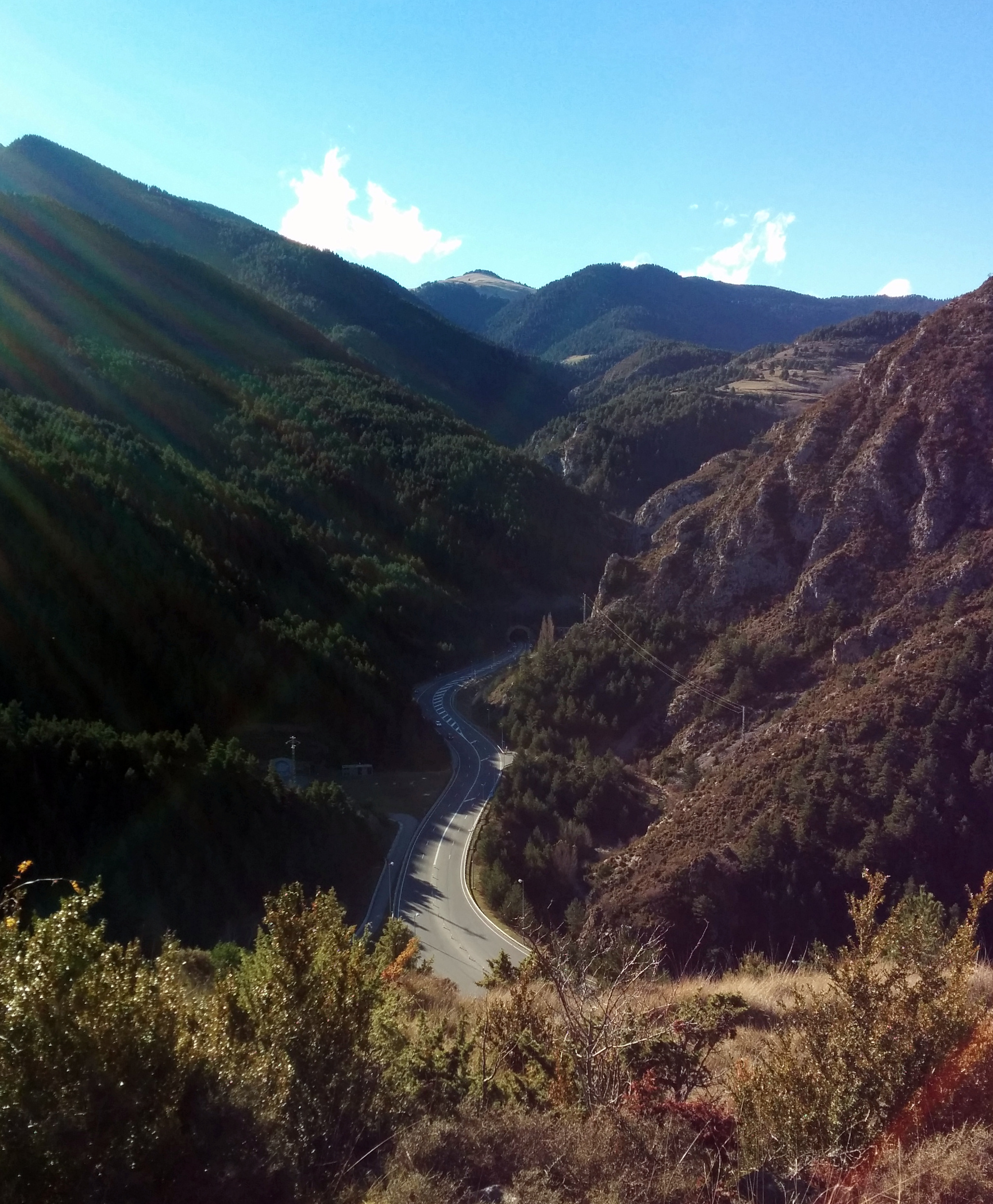
Túnel del Cadí

A la carretera C-16 - Eix del Llobregat, a la Cerdanya trobem els següents túnels en aquest ordre:
Cerdanya — Túnel del Cadí, 
- Llargada: 5.026 metres
- Municipi de Riu de Cerdanya i Bagà

## C-13
A la carretera C-13, al Pallars Jussà i al Pallars Sobirà trobem els següents túnels en aquest ordre:

### Pallars Sobirà
Túnel — sense nom—,
- Llargada: pocs metres
- Punt quilomètric, a 5 quilòmetres de llavorsí
- Municipi de la Guingueta d'Àneu

Túnel — sense nom—,
- Llargada: pocs metres
- Punt quilomètric: Llavorsí
- Municipi de Llavorsí

### Pallars Jussà
Túnel dels Feixancs,
- Llargada: 200 metres
- Municipi de Talarn

Túnel — sense nom—,
- Llargada: X metres
- Punt quilomètric: 73
- Municipi de Cellers

Túnel — sense nom—,
- Llargada: 388,16 metres
- Punt quilomètric: 74
- Municipi de Cellers

Túnel de Monares
- Antiga C-147, trams C-13

- Municipi de Llimiana